# Cross River jezici
Cross River jezici, podskupina benue-kongoanskih jezika raširenih po Nigeriji i tek s jednim predstavnikom u Kamerunu, koja obuhvaća (67; po novijem 68) jezika unutar dvije uže skupine: 
A) Bendi jezici (9): alege, bekwarra, bete-bendi, bokyi, bumaji, obanliku, putukwam, ubang, ukpe-bayobiri.
B) Delta Cross jezici (58; po novijem 59) Nigerija:
b1. Centralna Delta (8; po novijem 9): 
a. Abua-Odual (2): abua, odual;
b. Kugbo (1): kugbo;
c. abureni; obulom; ogbia; ogbogolo; ogbronuagum; novopriznat:O’chi’chi’.
b2. Lower Cross (23) Nigerija: 
a. Ebughu (1): ebughu;
b. Efai (1): efai;
c. Efik (4): anaang, efik, ibibio, ukwa;
d. Ekit (2): ekit, etebi;
e. Enwang-Uda (2): enwan, uda;
f. Ibino (1): ibino;
g. Ibuoro (4): ibuoro, ito, itu mbon uzo, nkari;
h. Ilue (1): ilue;
i. Okobo (1): okobo;
j. Usaghade (1) Kamerun: usaghade;
k. eki;
l. idere;
m. obolo;
n. Iko (1): iko;
o. Oro (1): oro.
b3. Ogoni jezici (5) Nigerija:  
b3 a. Istočni (3): gokana, khana, tee.
b3 b. zapadni (2): baan, eleme,
b4. Upper Cross (22) Nigerija:     
b4 a. Agoi-Doko-Iyoniyong (3): agoi, bakpinka, doko-uyanga.
b4 b. Akpet (1): ukpet-ehom.
b4 c. Centralni (15):
b4 c1. istok-zapad (8): 
a. Ikom (1): olulumo-ikom.
b. Loko (3): lokaa, lubila, nkukoli.
c. Mbembe-Legbo (4):
c1 Legbo (3): legbo, lenyima, leyigha.
c2 Mbembe (1): okam (mbembe, cross river),
b4 c2. sjever-jug (7):
a. Koring-Kukele (3): 
a1 Koring (1): oring.
a2 Kukele (2): kukele, uzekwe.
b. Ubaghara-Kohumono (4): 
b1 Kohumono (3):  agwagwune, kohumono, umon.
b2 Ubaghara (1): ubaghara.
b4 d. Kiong-Korop (3):  kiong, korop, odut.

## Vanjske poveznice
- Ethnologue (14th)